# Ewald Robbert
 Ewald Robbert  (* 1. November 1912 in Kaunas; † 19. April 2000 in Neuwied) war ein deutscher Maler und Kunsterzieher.

## Leben
Nach dem Besuch der Volksschule und des Deutschen Gymnasiums im litauischen Kaunas besuchte er zunächst eine Privatakademie für Malerei in Kaunas und legte 1937 das Staatsexamen als Maler und Kunsterzieher an der Kunsthochschule in Kaunas ab. Anschließend war er vier Jahre lang als Gymnasiallehrer dort tätig. Nachdem er als Soldat am Zweiten Weltkrieg teilgenommen hatte und nach schwerer Kriegsverletzung an er deutsch-sowjetischer Front zurückgekehrt war, wurde er anschließend an der Westfront eingesetzt. Anschließend kam er in französische Kriegsgefangenschaft. Schon in der Kriegsgefangenschaft bekam er als Maler viele Aufträge im Genre der Landschaftsmalerei. Er lebte von 1948 bis 1951 in Rodenbach (Neuwied). Von 1951 bis 1976 war er als Gymnasiallehrer in Schwerte und Hamm tätig, kehrte nach seiner Pensionierung nach Rodenbach (Neuwied) zurück und arbeitete von da an als freischaffender Künstler.
Mehrmals nahm er an der Internationalen Sommerakademie in Salzburg teil. Dort hatte er Unterricht, z. B. bei Oskar Kokoschka, den er mit seiner "Schule des Sehens" als seien Lehrmeister bezeichnete, und auch Emilio Vedova und Günther Schneider-Simpson. Vedova wollte ihn nach Venedig holen. Schneider-Simpson bot ihm eine Stelle als Bühnenbildner an der Wiener Staatsoper an. Beide Angebote sowie die Option einer Berufung an die Werkkunstschule in Dortmund nahm er nicht an.
1967 hielt Ewald Robbert den Ehrenpreis der Stadt Salzburg, 1988 den Kulturpreis der Stadt Neuwied.
Er beteiligte sich an zahlreichen Ausstellungen in Deutschland, Frankreich, Österreich, Italien, der Schweiz und in Indonesien. 1954–1974 gestaltete er zudem Bühnenbilder für das "Theater der Jugend" in Bergkamen und Hamm.
Spezifisch für seine Arbeit ist die Vielfalt seiner Techniken und Stile sowie der Medien, die er nutzte. So arbeitete er zum Beispiel sowohl in Öl, Aquarell, Batik, Ton als auch als Bühnenbildner.